# Perstorp AB
Perstorp AB ist ein schwedisches Chemieunternehmen, das auf dem Gebiet der Spezialchemie tätig ist. Das Unternehmen hat eine Jahreskapazität von 150.000 t Oxoverbindungen.
Perstorp stellt organische Säuren und deren Ester (Formiate, Propionate), Formaldehyd, Rapsölmethylester und verschiedene Polyole wie 1,6-Hexandiol, Pentaerythrit, Dipentaerythrit, ε-Caprolacton sowie Valeraldehyd (für 2-Propylheptanol und Dipropylheptylphthalat) her. Diese werden als oder für Weichmacher, Kunstharze, Stabilisatoren und Beschichtungen verwendet. Außerdem werden Futterzusätze im Werk Waspik hergestellt.

## Geschichte
Das Unternehmen wurde 1881 von Wilhelm Wendt (1854–1924) als Stensmölla Kemiska Tekniska Industri in der Nähe von Perstorp in Südschweden gegründet. 1907 wurde die Produktion von Formalin aufgenommen. 1918 wurde das Unternehmen mit Indolack und Isolit zum ersten Plastikhersteller von Schweden.
Nach dem Zweiten Weltkrieg begann Perstorp mit der Herstellung von Resopalplatten, die daher in den 1950er und 1960er Jahren in Schweden als Perstorpsplattan bekannt wurden.
Seit 1977 werden auch Polyole produziert. 2001 wurde das Oxogeschäft von Neste Oil übernommen. 2009 wurde der Bereich Caprolactone von der Solvay gekauft.
Im Jahr 2022 wurde Perstorp von dem malaysischen Mineralölkonzern Petronas für 1,54 Milliarden Euro übernommen.

## Werke
- Bruchhausen, Deutschland
- Castellanza, Italien
- Evergem, Belgien
- Perstorp, Schweden
- Stenungsund, Schweden
- Toledo (Ohio), USA
- Warrington, England
- Waspik, Niederlande
- Zibo, China